# Gogoșești
Gogoșești – wieś w Rumunii, w okręgu Dolj, w gminie Mischii. W 2011 roku liczyła 43 mieszkańców.